# Sascha Plöderl
Sascha Plöderl (ur. 1 stycznia 1973 roku w Wiedniu) – austriacki kierowca wyścigowy i rajdowy.

## Kariera
Plöderl rozpoczął karierę w międzynarodowych wyścigach samochodowych w 1999 roku od startów w Austriackiej Formule Ford. W późniejszych latach Austriak pojawiał się także w stawce Austrian Touring Car Championship, German Renault Clio Cup, German Production Car Championship, World Touring Car Championship oraz ADAC Procar Series.
W World Touring Car Championship Austriak wystartował w pięciu wyścigach sezonu 2005. Jednak nigdy nie zdobywał punktów. Podczas drugiego wyścigu niemieckiej rundy uplasował się na 22 pozycji, co było jego najlepszym wynikiem w mistrzostwach.